# 존 파
존 스티븐 파(영어: John Stephen Parr, 1952년 11월 18일 ~ )는 영국의 음악가, 가수, 송라이터이다. 그는 1985년 싱글 "St. Elmo's Fire (Man in Motion)"로 미국 1위, 영국 6위 차트에 오른 것과 1984년 미국 록 차트 6위에 오른 싱글 "Naughty Naughty"로 가장 잘 알려져 있다. 그는 '뉴욕 세 남자와 아기', '런닝맨' 등 10개의 주요 영화 주제곡을 작곡하고 공연했다. 파는 1,000만 장 이상의 앨범을 판매했으며 1985년 'St. Elmo's Fire'로 그래미상 후보에 올랐다.